# Mereni, Covasna
Mereni este satul de reședință al comunei cu același nume din județul Covasna, Transilvania, România. Se află în partea de nord-est a județului,  în Depresiunea Târgu Secuiesc.

## Galerie de imagini

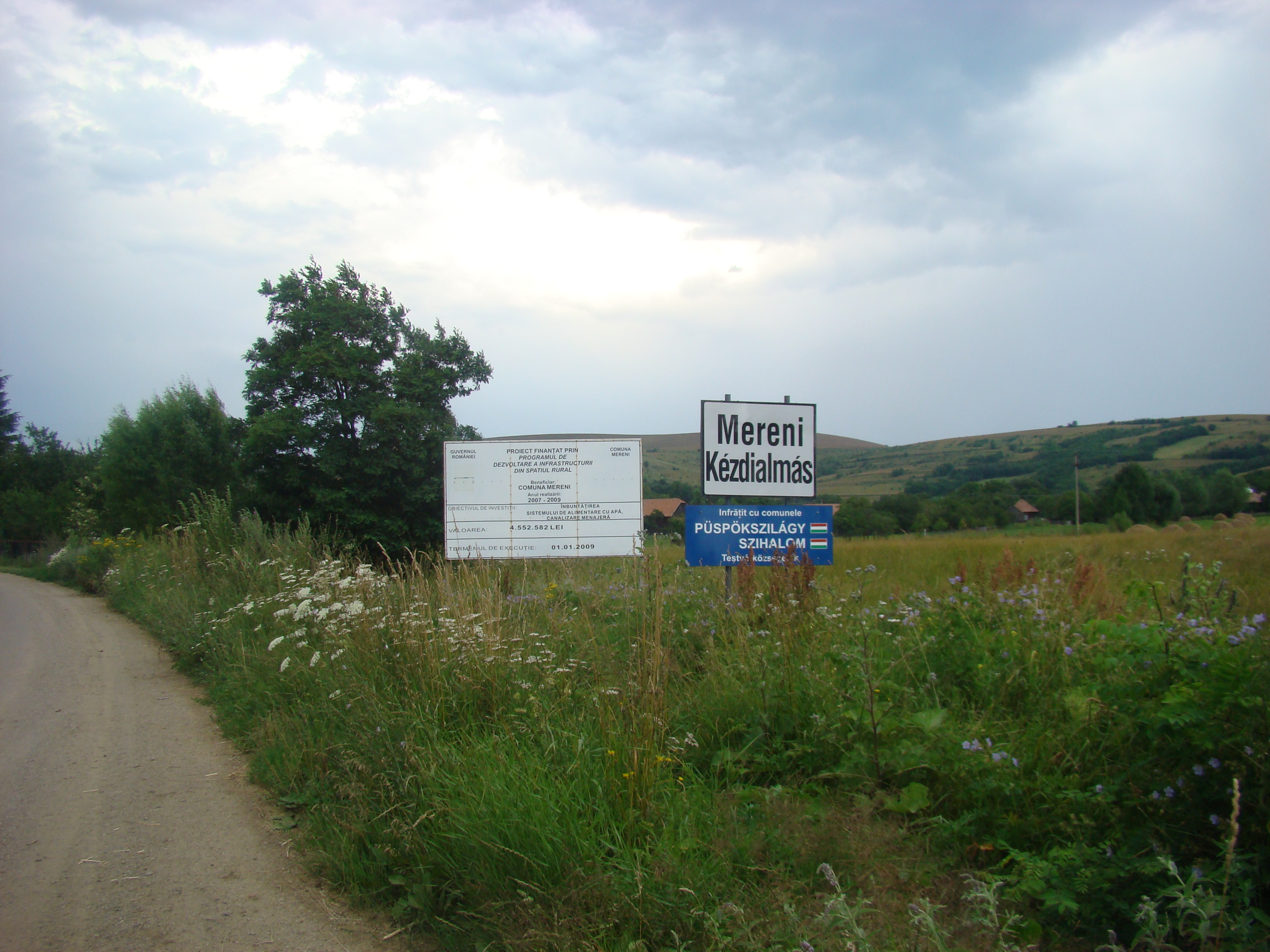
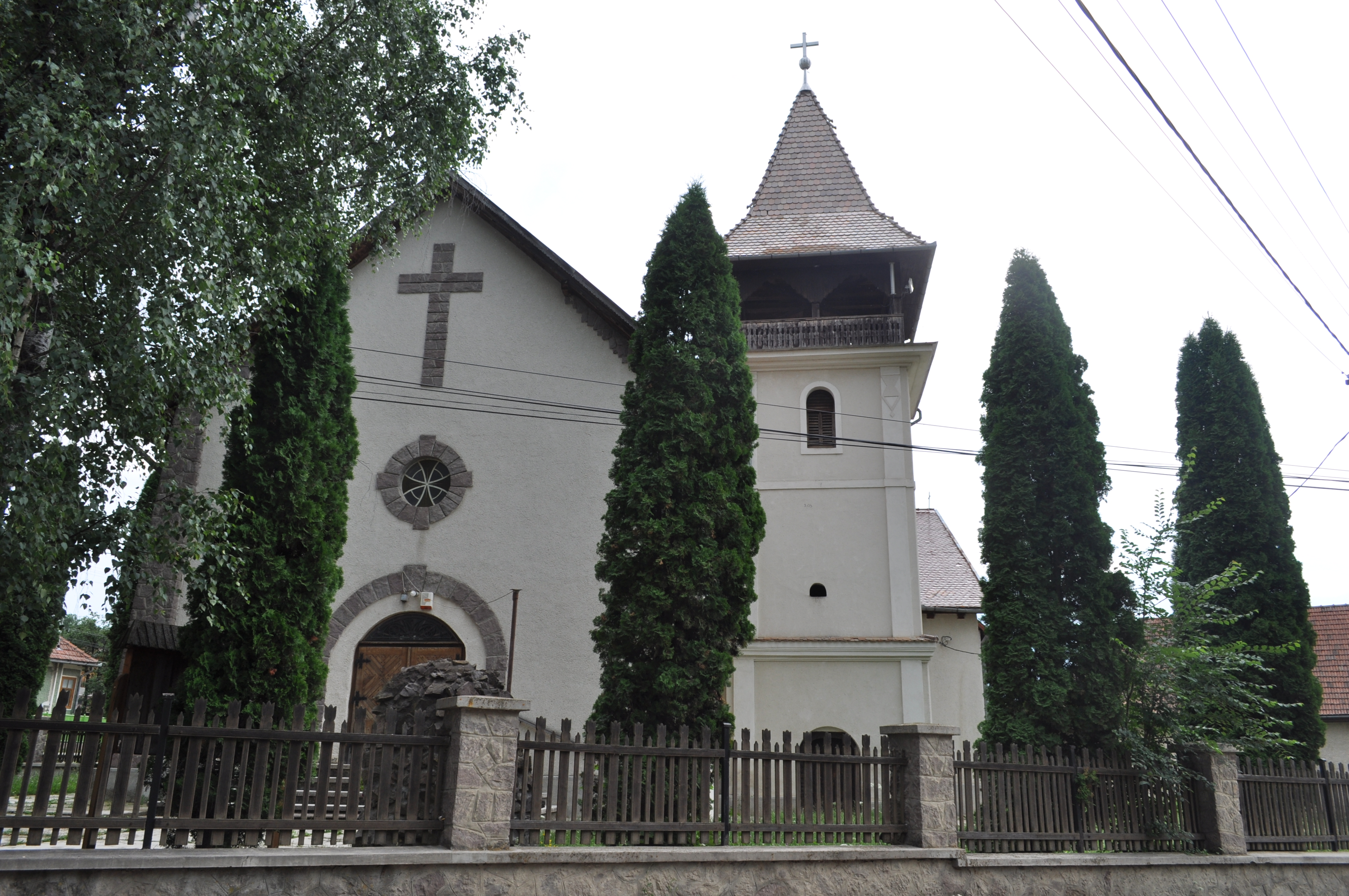
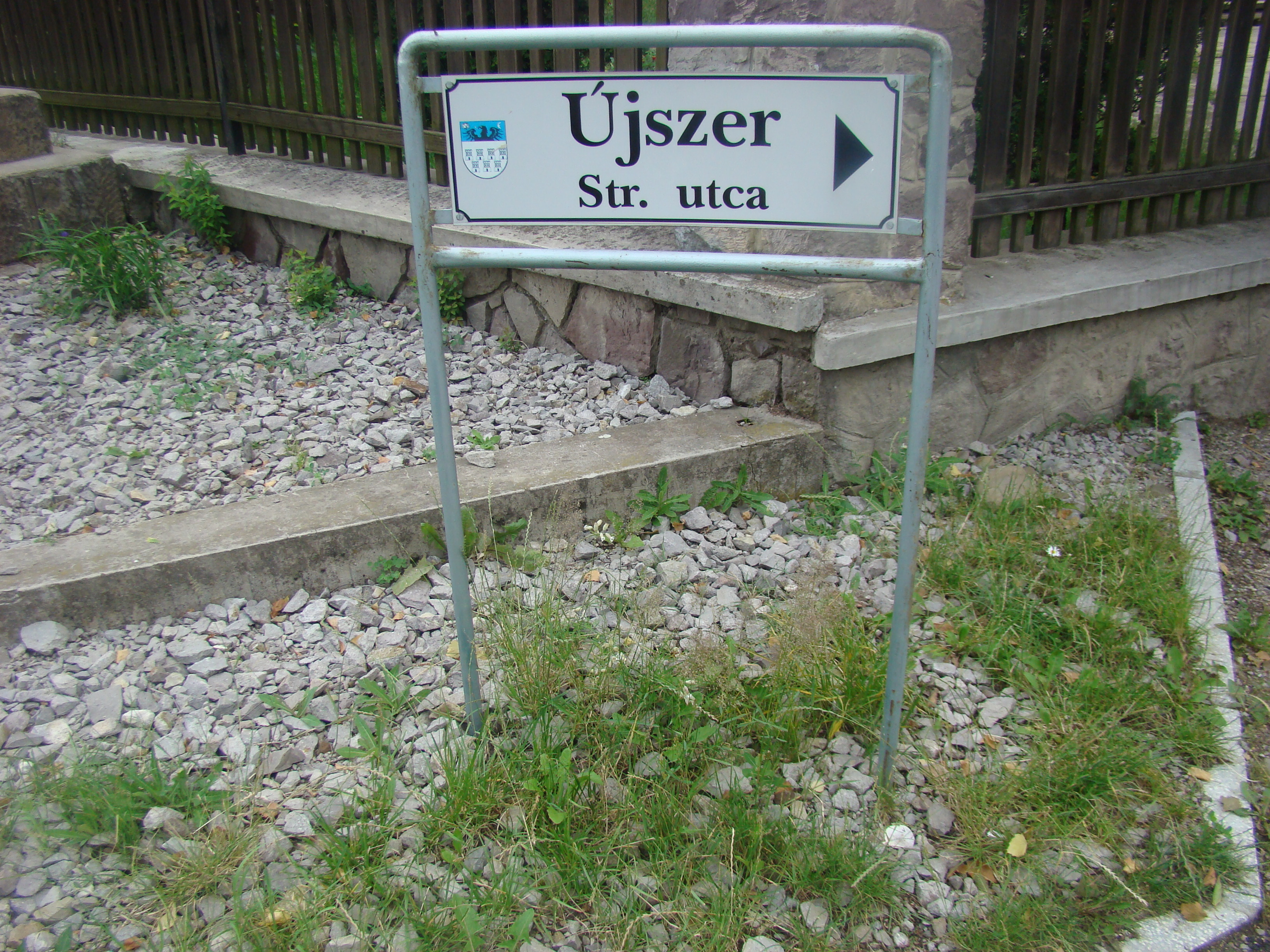
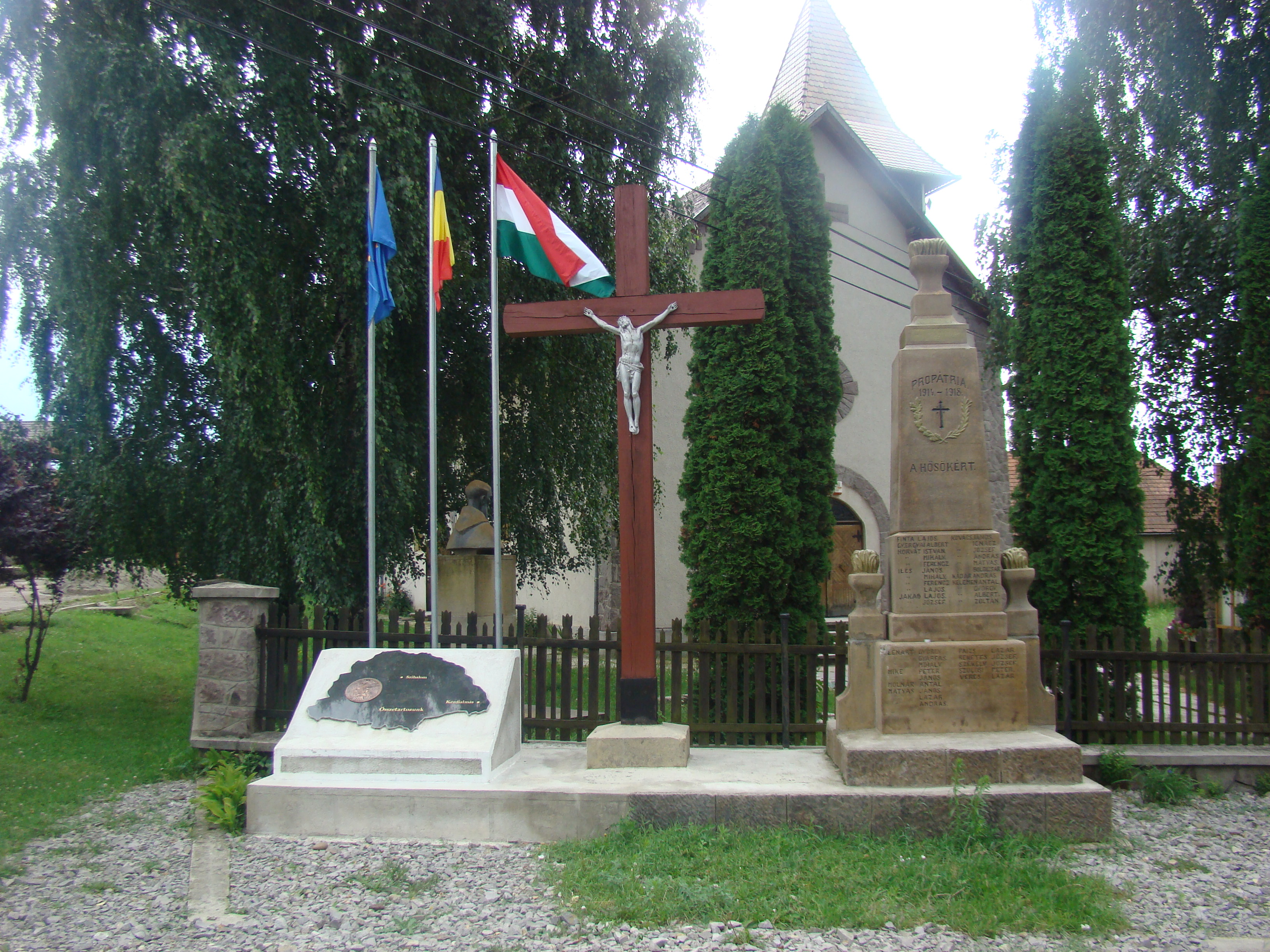